# Джеймс, Ангарад
Ангарад Джеймс (1677–1749) была валлийским фермером, арфисткой и поэтессой.

## Жизнь
Она родилась на ферме Геллиффридау в Баладеулин в долине Нантлле, Уэльс, 16 июля 1677 года. Будучи ещё молодой женщиной, она вышла замуж за Уильяма Причарда, человека намного старше её, который обрабатывал Куум Пенамнен, долину к югу от Долвидделана. Она жила в Парлвре, или Тай Пенамнен, доме, который ранее был домом для семьи Винн из Гвидира, до конца своей жизни, продолжая обрабатывать долину после того, как овдовела. Дом в настоящее время вскрыт археологами.
Ангарад была похоронена 25 августа 1749 года в церкви Святого Гвидделана в Долвидделане.

## Творчество
Она была опытной арфисткой, которая заставляла своих рабочих танцевать под её игру, когда они возвращались с доения.
Ангарад известна как ранняя валлийская поэтесса. Отчасти благодаря транскрипции работы одного из корреспондентов А. Джеймс, поэтессы и переписчика Маргарет Дэвис, рукописные работы Джеймс сохранились и содержатся в Национальной библиотеке Уэльса. Среди них элегия её сыну, который умер в 16 лет, и элегия её мужу в форме воображаемого диалога.